# 723 Гаммонія
723 Гаммонія (723 Hammonia) — астероїд головного поясу, відкритий 21 жовтня 1911 року.
Астероїд відкрив відомий і плідний астроном Йоганн Паліса, який на початку своєї кар'єри працював у Польщі, а пізніше — у Віденській обсерваторії. Тієї ж ночі, коли він відкрив Хамонію, він також відкрив 724 Хапаг і 725 Аманду. Між 1874 і 1923 роками він відкрив десятки астероїдів, починаючи від 136 Австрії і закінчуючи 1073 Ґеллівара.
Як видно з певної місцевості на Землі, 723 Гаммонія затулила зірку 3UC149-190572 3 червня 2013 року.
У 2014 році було відмічено, що вона має високе альбедо, і як можливу причину цього було запропоновано аморфні Mg-піроксини.
Тіссеранів параметр щодо Юпітера — 3,247.